# Église de Tous-les-Saints de Keokuk
Pour les articles homonymes, voir Église de Tous-les-Saints.
L'église de Tous-les-Saints (Church of All Saints) est une église catholique dépendant du diocèse de Davenport aux États-Unis, située dans la ville de Keokuk dans l'Iowa. Cette église de style néogothique est inscrite au Registre national des lieux historiques.

## Historique

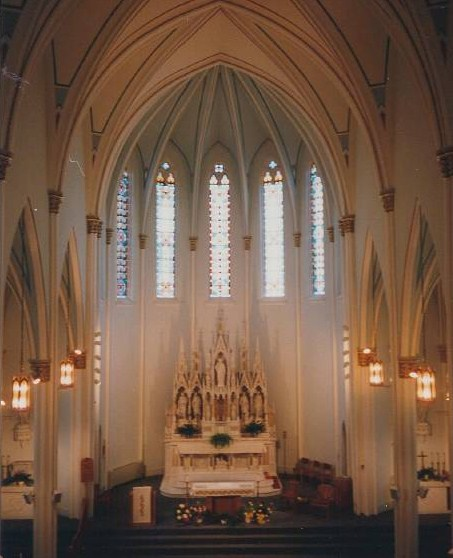
Vue du chœur de l'église avec le maître-autel

La région de Keokuk faisait partie au début du XIXe siècle d'une réserve de métis (half-breed tract) mise en place par le Sénat américain en 1825. Des réserves de ce type se trouvaient également dans d'autres États du Midwest. Celle-ci avait été instituée pour les descendants des tribus des Renards et des Sauks. En effet des femmes de ces tribus avaient eu des enfants de mariages ou de concubinages de trappeurs canadiens français et leurs descendants étaient rejetés par les tribus qui leur refusaient le droit de rester sur les terres indiennes, n'étant pas de père indien. Les familles de métis avaient donc reçu le droit des États-Unis de s'installer dans des réserves, mais sans avoir le droit de vendre leurs parcelles individuelles de terrain, jusqu'à ce que le Congrès américain change la loi en 1837.
Mgr Guillaume-Valentin Dubourg, évêque de La Nouvelle-Orléans, nomme le père Van Quickenborne, missionnaire jésuite, vicaire général de toute la Louisiane supérieure, ce qui englobe cette réserve de métis. Il s'y rend en 1832-1833, après que cette région de l'Iowa s'est ouverte à la colonisation. Le père Van Quickenborne approuve la construction d'une église estimant que les fonds peuvent être facilement levés parmi les nouveaux pionniers[réf. nécessaire]. Le père lazariste Pierre-Paul Lefebvre rapporte à cette époque qu'il y a ici une quarantaine de catholiques. En 1840, la région de Keokuk est incluse dans les terres de mission du père dominicain Mazzuchelli à partir de la paroisse Saint-Paul de Burlington qu'il vient de fonder. Elle est régulièrement visitée ensuite par le père Alleman, op (jusqu'en 1848) à partir de sa mission de Fort Madison, mais il ne parvient pas à réunir des fonds suffisants pour la construction d'une église.
C'est l'abbé Lucien Galtier, premier curé de la nouvelle paroisse, qui parvient à construire une modeste église de rondins en 1844. Elle est bâtie grâce aux dons de l'Œuvre de la Propagation de la Foi et mesure vingt pieds sur trente pieds. L'abbé Galtier ne reste que quelques mois et laisse ensuite le père Alleman s'occuper de la mission. Le père Emonds lui succède et fait construire une nouvelle église, terminée en 1857, consacrée à saint Pierre, tandis que la vieille église de bois est abandonnée. D'autres églises sont construites par la suite pour de nouvelles paroisses au fur et à mesure de l'agrandissement de Keokuk. Il en est ainsi de l'église Sainte-Marie construite en 1867 (et reconstruite en briques rouges en 1911) par les catholiques germanophones arrivés à Keokuk depuis une vingtaine d'années dans les quartiers nord; ou de l'église Saint-François-de-Sales bâtie en 1870 pour la partie est de la ville (reconstruite en pierres en 1899).
La paroisse de l'église Saint-Pierre est une augmentation constante, si bien qu'il est décidé en 1872 de faire construire une église plus grande au coin de la Bank Street et de la Ninth Street. Les paroissiens font appel à un architecte allemand de Chicago, Johann Dillinger, qui avait travaillé comme assistant-architecte à la cathédrale de Cologne et qui termine les plans de l'église en 1878. La première pierre est posée en 1879 et l'église consacrée le 27 septembre 1885.
Les vitraux sont issus des ateliers d'A. Misch en 1884, le chemin de croix, placé en 1892, provient de Munich, tandis que le maître-autel de marbre est l'œuvre de Joseph Conradi en 1904.

## Aujourd'hui
L'Église catholique américaine devant faire face à une population de pratiquants catholiques en déclin et au manque de vocation, le diocèse prend la décision de fermer l'église Sainte-Marie de Keokuk et l'église Saint-François-de-Sales de Keokuk. Une chapelle supplémentaire, la chapelle des Anges, est construite du côté gauche de l'église Saint-Pierre pour accueillir les fidèles restants des deux anciennes paroisses. C'est ici qu'ont lieu les messes de semaine et l'adoration du premier vendredi du mois et que se trouve le tabernacle avec le Saint-Sacrement. Les anges qui flanquaient l'autel de l'ancienne église Sainte-Marie s'y trouvent désormais. Les bancs proviennent de l'ancienne église Saint-François-de-Sales, l'orgue de l'ancienne église Sainte-Marie devient l'orgue principal.
La même année, l'église Saint-Pierre est renommée en église de Tous-les-Saints en 1982. Les anciennes églises Sainte-Marie (1911) et Saint-François-de-Sales (1898) finissent par être démolies, ainsi que l'ancienne école paroissiale Sainte-Marie (1907). Leurs pierres de fondation se trouvent désormais dans un petit monument du jardin de l'église, entre le presbytère et l'entrée de la chapelle des Anges.

## Source
- (en) Cet article est partiellement ou en totalité issu de l’article de Wikipédia en anglais intitulé « Church of All Saints (Keokuk, Iowa) » (voir la liste des auteurs).